# Заланки, Гергё
Гергё Заланки (венг. Zalánki Gergő; род. 26 февраля 1995, Эгер) — венгерский ватерполист, игрок сборной Венгрии. Бронзовый призёр летних Олимпийских игр 2020 года, чемпион мира 2023 года, чемпион Европы 2020 года. Участник трёх летних Олимпийских игр (2016, 2020 и 2024 годов).

## Карьера
На клубном уровне Гергё Заланки играл за «Эгер» до 2016 года и выиграл с этой командой титул чемпиона Венгрии в 2014 году. После этого играл в «Orvosegyetem SC», «Szolnoki VSC» и «Ференцварош Будапешт», прежде чем отправиться в 2021 году в итальянский «Pro Recco» в Италии. В первом же сезоне в составе этого клуба Заланки стал чемпионом Италии, в 2023 и 2024 годах повторил этот успех.
С 2016 года привлекался к выступлениям за первую национальную сборную. На чемпионате Европы в Белграде завоевал бронзовую медаль. Принял участие в летних Олимпийских играх 2016 года в Бразилии, где венгры выиграли свою предварительную группу, но проиграли черногорцам в четвертьфинале в послематчевой серии штрафных бросков. В итоге на Олимпийском турнире венгры заняли пятое место. Заланки в ходе турнира забил семь голов.
В 2020 году на домашнем чемпионате Европы венгерская сборная, в составе которой выступал Гергё, завоевала золотые медали. В финальном матче Венгрия переиграла сборную Испании в серии послематчевых штрафных бросков.
В 2021 году принимал участие в летних Олимпийских играх в Токио, где венгры стали бронзовыми призёрами турнира.
На чемпионате Европы 2022 года в Хорватии, венгры, в составе которых выступал Заланки, стали обладателями серебряных медалей. В финальном поединке они уступили сборной Хорватии 9:10.
В 2023 году Гергё Заланки принял участие в чемпионате мира, который состоялся в Фукуоке. В финальном матче против Греции потребовалась серия пенальти, которую венгры выиграли.
На Олимпийских играх 2024 года в Париже Заланки и сборная Венгрии уступили американцам в серии послематчевых штрафных бросков в поединке за бронзовые медали, оставшись на четвёртом месте.

## Награды
- Золотой Крест «За Заслуги» (2021).